# ブロウ (曲)
「ブロウ」は、RIP SLYMEの楽曲で、メジャー12枚目のシングル。2006年10月25日にワーナーミュージック・ジャパンから発売。

## 概要
くるりとのコラボレーションシングル「ラヴぃ」から約3ヶ月ぶりとなる、1ヶ月後に発売されたアルバム『EPOCH』の先行シングル。また、シングル「黄昏サラウンド」を最後に自律神経失調症の療養のため一時休養していたDJ FUMIYAの復帰作である。
ジャケットはメンバーの写真がそのまま使用されている。実写がジャケットになるのは本作が初めてである。次作「熱帯夜」のジャケットも女性の水着のアップを撮った実写になっている。

## 収録曲
- 両曲とも、作曲：DJ FUMIYA

1. ブロウ
作詞：RYO-Z, ILMARI, PES, SU
  - リクルート「FROM A」2006年秋のキャンペーンCMソング。シングルA面曲としては「GALAXY」以来4作ぶりにDJ FUMIYAが作曲した。
2. Night Flight
作詞：RYO-Z, ILMARI, PES, SU

## 収録アルバム
オリジナル
- 『EPOCH』 (#1)

ベスト
- 『GOOD TIMES』 (#1)
- 『BAD TIMES』 (#2)